# Awanturyści
Awanturyści (ros. Авантюристы, Awantiuristy) – rosyjski film fabularny z 2014 roku w reżyserii Konstantina Busłowa, wyprodukowany przez wytwórnię Non-Stop Production. Główne role w filmie zagrali Konstantin Chabienski i Swietłana Chodczenkowa.
Zdjęcia do filmu realizowano na Malcie.

## Fabuła
Andriej i jego ukochana Katia (Swietłana Chodczenkowa) spędzają wakacje na Malcie. Kobieta trafia na trop ładunku zabytków, które w czasie wojny Niemcy zamierzali wywieźć do Rzeszy. Katia, Andriej i były narzeczony kobiety Maks (Konstantin Chabienski) postanawiają odnaleźć skarb.

## Obsada
- Konstantin Chabienski jako Maks
- Swietłana Chodczenkowa jako Katia
- Denis Szwiedow jako Andriej
- Frida Cauchi jako przewodnik muzeum
- Ivan De Battisto jako kurator muzeum
- Malcolm Ellul jako Tomm